# 大谷美香
大谷 美香（おおたに みか、1968年 - ）は、日本の華道家で、草月流師範会理事。雅号は大谷双香（おおたに そうか）。

## 経歴
聖心女子大学を卒業。1990年に草月流に入門する。草月流を創始した勅使河原蒼風の門弟である富田双康に師事。いけばなインターナショナル（I.I.）会員。
現在は表参道・六本木・世田谷で「生け花教室」を主催するかたわら、数多くのドラマや映画でいけばな装飾を手がけている。2018年のテレビドラマ「高嶺の花」でもいけばな監修を担当。

## 映画・CM・テレビドラマなどメディアでの生け花装飾
2017年 3月 映画「3月のライオン　前編　March comes in like a lion」で生け花装飾
2017年 4月 映画「3月のライオン　後編　March goes out like a lamb」で生け花装飾
2017年 6月 タイ発ハイブランドファッション「DISAYA」2018年秋冬コレクションプレス発表会の会場装飾を担当会場となる「星のや東京」にて、日本国内外から駆けつけたプレス関係者に向けて「いけばなワークショップ」を実施
2017年 7月 TBS系列連続ドラマ「ハロー張りネズミ」2話及び3話で生け花装飾
2018年 2月 生け花の基本の作法をVR空間で体験できる日本発のVRコンテンツ「IKEBANA VR EXPERIENCE」を監修
2018年 4月 映画「となりの怪物くん」で生け花装飾
2018年 7月 日本テレビ系列連続ドラマ「高嶺の花」で生け花監修
2018年 10月 映画「億男」で生け花監修
2018年 10月 スポーツチャンネルDAZN（ダゾーン）のCM撮影で生け花装飾
2018年 12月 郵便局・年賀葉書テレビCM「会うを超える」で生け花監修
2019年 2月 郷ひろみスペシャルコンサート＜HIROMI GO SPECIAL CONCERT 2019“ALL MY LIFE”＞で出演　歌と生け花のコラボを実現
2019年 3月 日本テレビ系列連続ドラマ「高嶺の花」のDVD box、Blu-ray box発売開始
2019年 5月 テレビ東京「東京交差点」５月7日放送分「華道」に出演
2019年 8月 カルピス100周年記念CM「お盆」で花装飾
2019年 9月 日本テレビ系列連続ドラマ「ボイス 110緊急指令室」で生け花装飾
2019年 9月 銀座「蔦屋書店」にて【古典にふれる第5回】「華道家 大谷美香 トーク&デモンストレーション」開催
2019年 9月 兵庫県川西市「美健SPA湯櫻」にて生け花インスタレーション制作
2019年 10月 「月刊ザテレビジョン」12月号（10/24発売）にて、櫻井翔、松本潤に生け花指導
2019年 11月 ハリウッド映画「アースクエイクバード」で生け花装飾
2020年 2月 アメリカンエキスプレス・プラチナカードCM「そう、人生には、これがいる。予約が取れない店編」で生け花監修
2020年 5月 テレビ東京「ソレダメ!～あなたの常識は非常識!?～～2時間スペシャル」に出演
2020年 8月 建築会社リアンコーポレーションとのCM動画でコラボ
2020年 10月 Amazon Prime Video全世界配信「バチェロレッテ・ジャパン」で生け花監修
2021年 1月 「月刊ザテレビジョン」3月号（1/22発売）にて、横浜流星さんに生け花指導
2021年 2月 TBS「Version　Up!～我が家の暮らし～」2月6日（日）13日（日）放送分出演
2021年 2月 映画「るろうに剣心　最終章　The Final」で生け花装飾担当
2021年 2月 伊勢丹新宿店にて「ヴィクター&ロルフ」オリジナルウェデイングドレス販売に伴うウェディングフォトプランで装花担当
2021年 2月 草月流本部主催「水のない　いけばな展」に出品
2021年 4月 ABEMAアベマTV 「声優と夜あそび」生放送に出演。声優の関智一さん・畠中祐さんに生け花指導を行う
2021年 6月 イギリスBBCドラマ「 People Just Do Nothing: Big In Japan」で生け花装飾担当
2021年 6月 Netflixドラマ「全裸監督シーズン２」で生け花装飾担当
2021年 6月 2022東京オリンピック用・東京都「伝統文化体験事業コンセプト動画」で生け花監修
2021年 7月 TBS連ドラ「プロミス・シンデレラ 」で生け花監修
2021年 10月 イタリア・カシミアブランド「Falconeri」(ファルコネーリ)銀座店オープニングを記念して店内装飾を担当、オープニングイベントとして、生け花パフォーマンスを店内で開催
2021年 11月 日本テレビ 音楽番組「バズリズム02」出演、Grace Aimiさんに生け花指導をする
2022年 3月 ロボット掃除機ルンバ「Roomba J7+」テレビCM出演および生け花制作
2022年 6月 メゾンレクシアHP「風雅の表現者たち」にてインタビュー記事掲載
2022年 6月 日本テレビ「ぐるナイ・ゴチ」出演
2022年 7月 日本政府観光局（JNTO）制作日本PRビデオ出演
2022年 8月 新潟県「越後妻有・大地の芸術祭」参加
2022年 8月 早乙女太一さんYouTube番組に出演
2022年 11月 株式会社クボタ・グローバル技術研究所開所記念式典にて生け花パフォーマンス
2022年 12月 早乙女太一FCイベント舞台美術担当
2022年 12月 オリバーLEADSQUARE本社生け花壁作品制作
2023年 1月 映画「ある男」いけばな装飾
2023年 1月 楽天グループ株式会社にて生け花についてのレクチャー＆デモ
2023年 5月 Netflixドラマ「サンクチュアリ-聖域-」生け花装飾
2023年 5月 韓国コスメブランドmeeth HPにてインタビュー記事掲載
2023年 6月 北海道・函館「金森赤れんが倉庫」開業３５周年記念生け花アート「はこばな」制作　花1000本をいける
2023年 10月 NHK「チコちゃんに叱られる!」出演
2023年 11月 ファッション雑誌「大人百花」掲載